# Ryczywół, Masovian Voivodeship
Ryczywół là một ngôi làng (một thị trấn vào năm 1409-1869) ở Masovian Voivodeship, Ba Lan, nằm ở rìa phía bắc của khu vực lịch sử của Lesser Poalnd. Ngôi làng nằm dọc theo Quốc lộ 79, đi từ Warsaw đến Bytom. Ryczywół nằm gần ngã ba sông Radomka và Vistula ở biên giới của vùng hoang dã Puszcza Stromecka. Tên của ngôi làng có lẽ xuất phát từ hai từ Ba Lan - ryczy (bellow) và wół (ox), và xuất phát từ những đàn gia súc, thường được chuyển qua Ryczywół trên đường từ Red Ruthenia về phía tây.
Jan Długosz đã viết rằng vào thế kỷ 13, ở Ryczywół đã có nhà thờ giáo xứ St. Catherine. Vào thế kỷ 14, ngôi làng thuộc về các vị vua Ba Lan và một tòa án hoàng gia được đặt tại đây. Năm 1407 đó là khu vực hành chính của một đơn vị quản lý tài sản, nằm ở Sandomierz Voivodeship. Hai năm sau đó, Ryczywół đã được cấp quyền thị trấn bởi vua Władysław Jagiełło. Vào thế kỷ 15 và 16, thị trấn thuộc về một số chủ sở hữu tư nhân, nổi tiếng trong khu vực về một cây cầu trên sông Radomka. Các thương gia đã phải trả một khoản phí để vượt qua cầu. Năm 1655 trong cuộc xâm lược Ba Lan của Thụy Điển, Ryczywół đã bị người Thụy Điển phá hủy và không bao giờ khôi phục lại được tầm quan trọng của nó. Vào thế kỷ 18, người Do Thái bắt đầu định cư ở đó, và vào năm 1813, toàn bộ thị trấn đã được di chuyển khoảng 2,5 km từ vị trí ban đầu. Điều này là do lũ lụt thường xuyên của Radomka và Vistula. Năm 1869, chính phủ của Quốc hội Ba Lan do Nga kiểm soát đã tước đặc quyền thị trấn của Ryczywół. Vào ngày 15 tháng 9 năm 1939, một trận chiến giữa quân đội Wehrmacht và quân đội Łódź của Ba Lan đã diễn ra tại đây. Ryczywół đã bị phá hủy hoàn toàn vào năm 1944, trong cuộc chiến của Liên Xô - Đức tại đầu cầu Warka- Magnuszew (xem Vistula Thẻ Oder Offensive). Vào những năm 1968-1979, Nhà máy điện Kozienice được xây dựng gần đó.

## Diệt chủng ở Ryczywół
Vào đầu Thế chiến II, hầu hết ngôi làng đã bị quân đội Đức xâm chiếm, buộc người dân phải phân tán khắp các làng lân cận. Vào tháng 6 năm 1940, đã có một đợt bùng phát của bệnh sốt phát ban. Cộng đồng Ryczywół của người Do Thái gồm 160 người. Đầu năm 1942, một khu tập trung Do Thái nhỏ đã được thiết lập ở đó trong quá trình tập trung của toàn bộ Radom-Land do Kreishauptmann Friedrich Egen chỉ huy. Vào tháng 8 năm đó, 160 người Do Thái đã được gửi đến khu tập trung Do Thái Kozienice và vào tháng 9, đến trại hủy diệt Treblinka, trong khi 69 người Do Thái đến Sobibor vào ngày 4 tháng 8 năm 1942. 

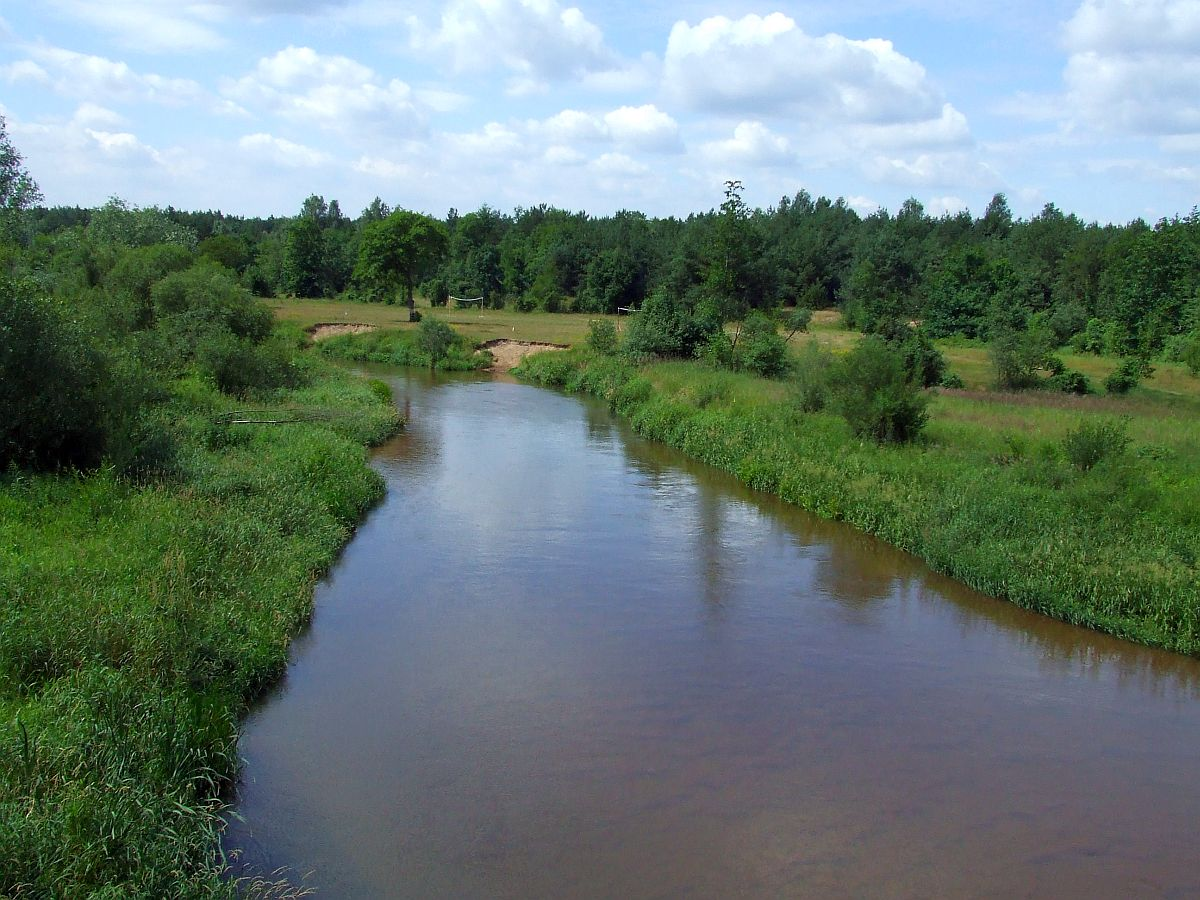
Sông Radomka gần Ryczywół
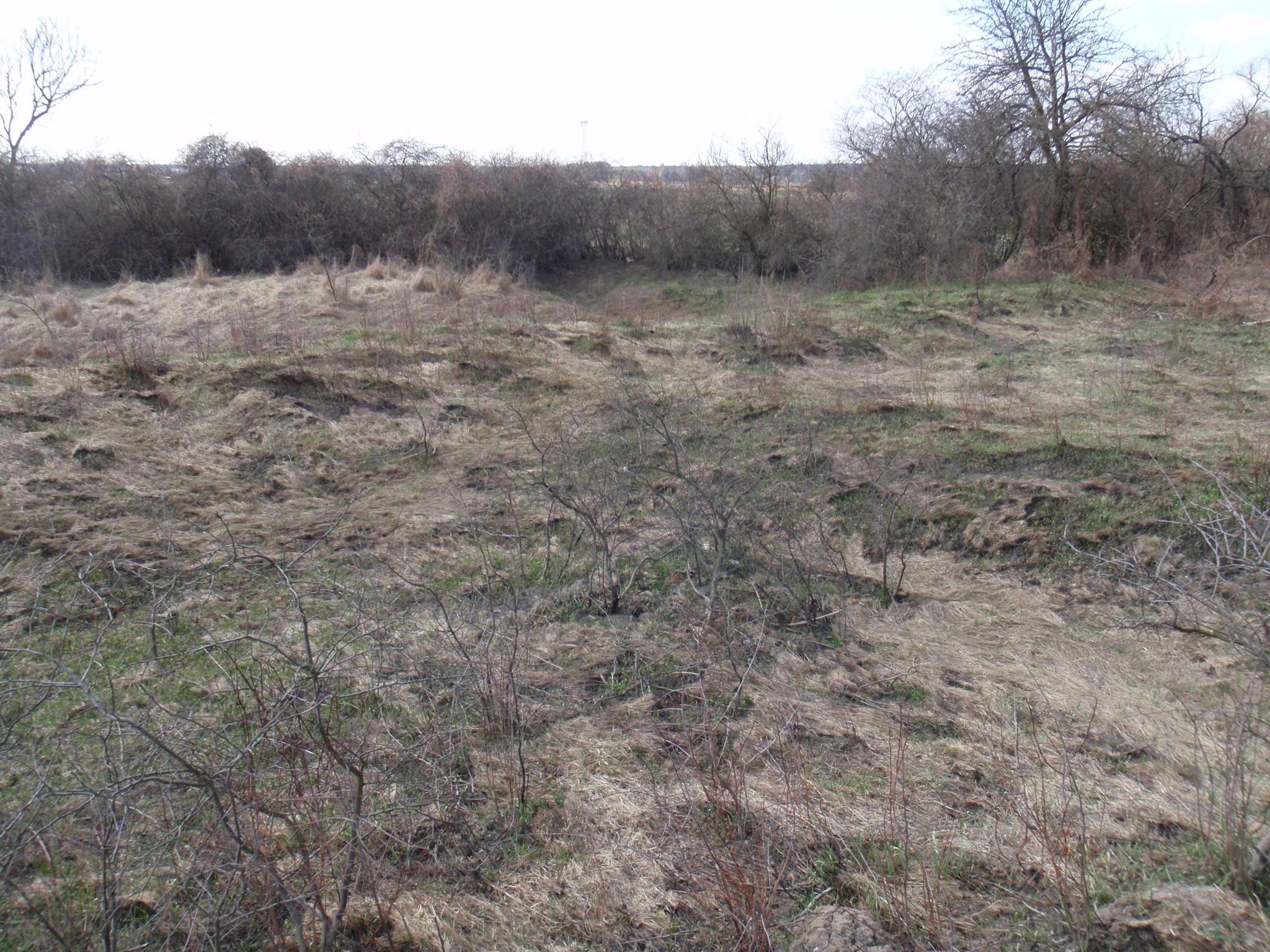
Nơi từng là nghĩa trang Do Thái từ trước chiến tranh